# Gryphon
Gryphon – brytyjska progresywna grupa rockowa aktywna w latach 1973–1977. Muzyka grana przez grupę była ściśle oparta na muzyce dawnej, w szczególności angielskiej muzyce dworskiej. Grupa wypracowała unikalne brzmienie oparte na grze nietypowych dla instrumentarium rockowego instrumentów dętych takich jak fagot, obój czy klarnet. Początkowo w muzyce grupy nieobecne były instrumenty klawiszowe. Dopiero przy nagrywaniu drugiej płyty zaczęto ich używać, głównie dźwięków organów.

## Skład zespołu
- Richard Harvey – obój, klarnet, flet prosty, róg, instrumenty klawiszowe
- Malcolm Bennett – flet, gitara basowa
- Brian Gulland – flet prosty, róg, fagot
- Ernest Hart – organy
- David Oberle – perkusja, instrumenty perkusyjne, śpiew
- Graeme Taylor – gitary, śpiew

## Dyskografia
- Gryphon (1973)
- Midnight Mushrumps (1974)
- Red Queen to Gryphon Three (1974)
- Raindance (1975)
- Treason (1977)